# 1880년대 영화
다음은 1880년대의 영화에 관한 정보이다. 1880년대 영화계의 사건과 영화인에 대해 다룬다.

## 사건
- 1880년
  - 미국 발명가의 조지 이스트먼이 사진촬영용 건판의 상업 유통을 개시하였다.
  - 에드워드 마이브리지가 주프락시스코프의 공개 시연회를 열었다. 주프락시스코프는 일종의 환등기로, 마이브리지가 촬영한 연속 활동사진을 화가가 베껴넣은 회전 원판이 돌아가며 움직이는 영상을 투사하였다. 마이브리지는 주프락시스코프를 삽화 강의에서 시범 기계로 사용하였으며, 오늘날 영국 킹스턴어폰템스 박물관에 소장되어 있다.
- 1881년
  - 1월 1일: 미국의 발명가 조지 이스트맨이 건판 전문 제작기업인 '이스트맨 드라이 플레이트 컴퍼니' (Eastman Dry Plate Company)를 창업했다.
- 1882년
  - 미국의 조지 이스트맨이 자사 직원이었던 윌리엄 워커와 함께 신형 사진 필름을 개발하는 실험에 들어갔다.
  - 프랑스의 생리학자 에티엔쥘 마레가 '활동사진 총'을 발명했다. 말 그대로 소총처럼 생긴 카메라로, 초당 12개의 연속 사진을 촬영할 수 있었다.
- 1885년: 미국의 발명가 조지 이스트맨과 해너벌 굿윈이 각자 셀룰로이드 감광필름 베이스롤을 개발하여 기존에 사용되던 유리판을 대체하게 되었다.
- 1886년: 프랑스의 루이 르 프랭스가 활동사진 촬영기와 영사기를 합친 '16렌즈 촬영 영사기'를 개발, 미국 내 이중특허를 따냈다.
- 1887년: 해너벌 굿윈이 자신이 개발한 사진 필름의 특허권을 신청했다.
- 1888년
  - 루이 르 프랭스가 현존하는 가장 오래된 필름 영상인 <라운드헤이 가든 씬>을 제작했다. 영국 요크셔주 리즈에서 촬영된 이 영상의 분량은 2.11초.
  - 조지 이스트맨이 자신이 개발한 사진 필름의 특허권을 신청했다.
  - 토머스 에디슨이 에드워드 마이브리지를 만나 활동사진에 음향을 넣는 방안에 대해 논하고 직접 실험에 착수했다.
- 1889년: 조지 이스트맨의 셀룰로이드 감광필름이 시중 판매에 들어갔다.

## 같이 보기
- 영화
- 19세기 영화
- 1870년대 영화
- 1890년대 영화